# Pokharathok (Arghakhanchi)
Pour les articles homonymes, voir Pokharathok.
Pokharathok (en népalais : पोखराथोक) est un comité de développement villageois du Népal situé dans le district d'Arghakhanchi. Au recensement de 2011, il comptait 3 682 habitants.